# Agua Poca
Agua Poca är en källa i Argentina.   Den ligger i provinsen La Pampa, i den centrala delen av landet, 900 kilometer väster om huvudstaden Buenos Aires. Agua Poca ligger 657 meter över havet.
Terrängen runt Agua Poca är platt. Trakten runt Agua Poca är nära nog obefolkad, med mindre än två invånare per kvadratkilometer.. Det finns inga samhällen i närheten.
Omgivningarna runt Agua Poca är i huvudsak ett öppet busklandskap.